# AMR 33輕型坦克
裝甲偵察車 雷諾1933型，通稱AMR 33，又稱雷諾VM。AMR 33是一款成型於二戰前，並參與二戰的法國輕型雙人坦克。它還曾經由中華民國使用。

## 歷史
在一戰中，法軍就曾小規模使用裝甲車。但是這些裝甲車越野能力都不佳。法国的坦克部队在面臨1935年德国重整军备時开始扩军，而AMR-33型則是當時法军新增的轻型坦克之一。
1931年法軍提出需要三種類型的裝甲戰鬥車輛，其中之一就是偵察車（AMR）。這類車輛要求是全履帶式，裝備1挺7.5mm機槍，由兩名乘員操作。而雷諾公司就造出了一種合乎AMR要求的車輛。在實驗後，當局於1933年訂購了123輛。法國軍方將其命名為雷諾AMR 33 VM。

## 性能/設計
AMR 33的車體使用鉚接結構，駕駛員坐在前面，車長坐在後置的炮塔中。發動機位於底盤的右前方。其懸掛系統不太尋常，中間由兩組雙輪轉向架組成，而前方和後方分別是傳動輪和從動輪。武器是一門7.5mm機槍。
總而言之，AMR33的戰鬥力並不強，主要是用於承擔偵察任務。

## 服役

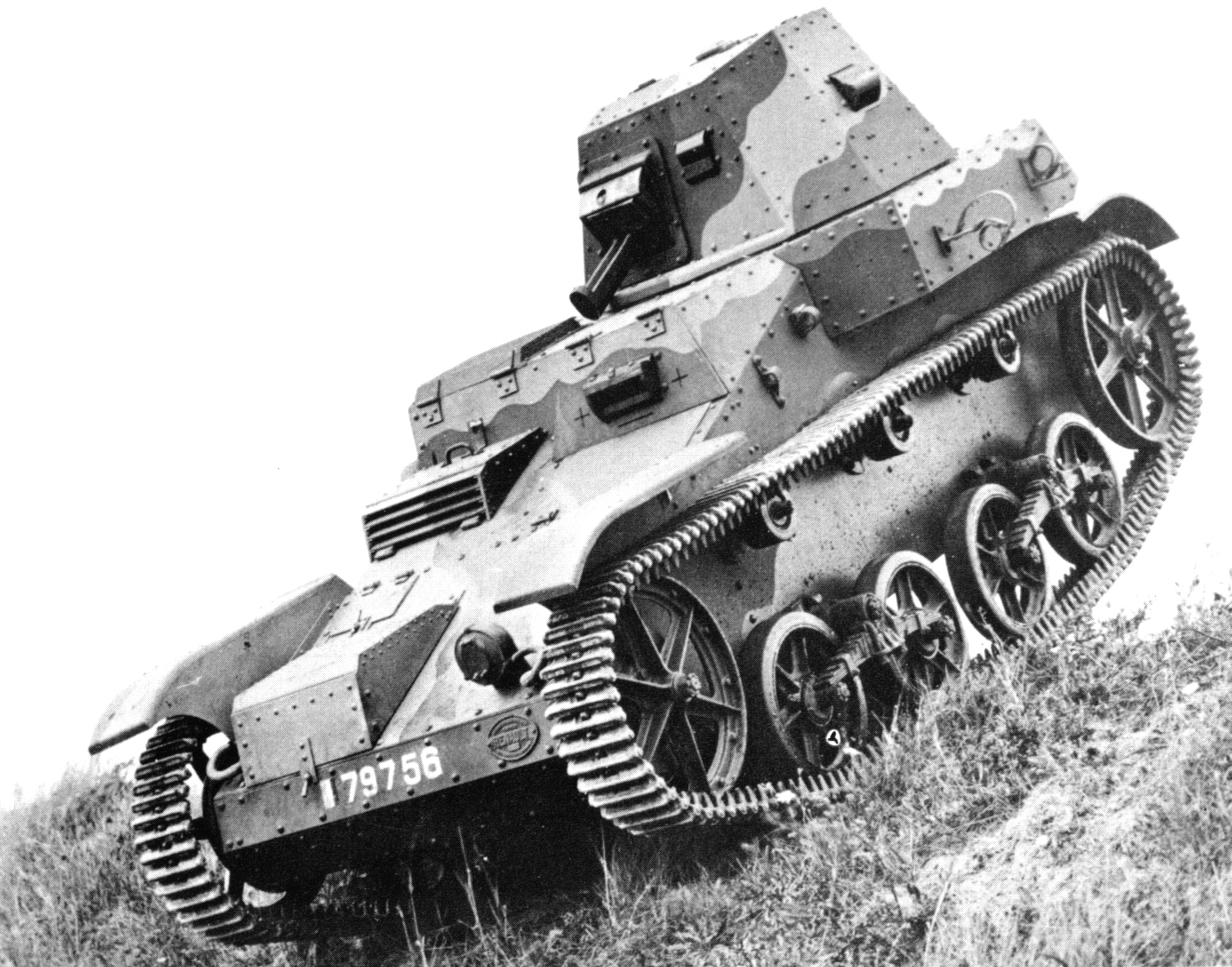
AMR 33

AMR 33參加了法國戰役。法國投降後，一部分被德軍虜獲。

## 他國的使用

### 中華民國
1930年代中期，中華民國自法國購買了一批AMR33/35，買主不明，可能是滇軍。這批戰車後由中央軍裝甲部隊使用，並參加了緬甸戰役。
根據中華民國陸軍裝甲兵三十年畫史中的照片，是一種AMR33/35中一種特異的機砲型

### 納粹德國
從法軍手中虜獲而來，編號為Pz. VM 601(f)。
一部分德軍手中的AMR 33被拆除炮塔後安裝固定式80mm臼炮。

## 腳註/來源
1. 1 2 3 4 5 6 7 8 9 10 11 12 13 14  David Miller. . Zenith Imprint. 2000: 64－65  [2014-01-23]. ISBN 978-0-7603-0892-9. （原始内容存档于2014-06-26）.
2. 1 2 3 4 5  Bob Carruthers. . Coda Books Ltd. : 90  [2014-01-23]. ISBN 978-1-908538-24-6. （原始内容存档于2014-06-26）.
3. ↑  David Miller. . Zenith Imprint. 1 October 2002: 104–105  [2014-01-23]. ISBN 978-0-7603-1475-3. （原始内容存档于2014-06-26）.
4. ↑  . 坦克. 2012, (第06期). 不过，1935年德国重整军备，总算给老朽的第三共和国提了个醒，法国的坦克部队也开始扩军。截止1940年，仅仅是轻型坦克法军就装备了雷诺的AMR-33型、AMR-34型、AMR-35型、AMC-35型、R35型、R40型、“夏尔”D1、D2型[]
5. ↑  .   [2014-01-23]. （原始内容存档于2014-02-01）.
6. ↑  抗戰時期國軍機械化/裝甲部隊畫史1929-1945，滕昕雲，ISBN957-30497-6-7 121頁 以照片上來看,似乎是一種AMR33次型的底盤，但很可能是配備AMR35的25mm機砲，非常特殊，找不到相近的型號與照片